# 澀世紀傳說
《澀世紀傳說 之四騎士》（英語：The Four Horsemen）中國大陸名為:《涩世纪传说之四骑士》（原劇名為303室帥哥軍團），2015季播劇於2014年由中國網路視頻平台愛奇藝投資出品，達騰娛樂製作，斥資6000萬元新台幣拍攝的兩岸電視網路偶像劇，改編自于佳同名網路暢銷小說《澀世紀傳說》，於2014年10月28日在台灣開鏡，2015年2月殺青，由陳奕、蔡黃汝、沈建宏、羅震環、黃仁德、郭思辰、余晉、盧芃宇主演。
製作方希望藉由本劇的劇情風格把四位主角打造成新一代F4，據悉本劇為了更加貼近原著、更加生動好看，製作方此次還特意下重金盛請了韓國頗具盛名的動畫公司PIX加盟，包辦全劇的動畫內容。本劇於2015年7月28日至2015年8月28日在愛奇藝線上搶先獨播，而之後也會在台灣、日本、韓國、馬來西亞、新加坡等地電視台播出。本劇預估播出3季。

## 簡介
私立羅蘭德學院，以查理曼身旁的十二聖騎之首——羅蘭德騎士所命名是一所堪稱上流社會踏板的超級貴族學校，標榜著榮耀、熱情以及奉獻的騎士精神，羅蘭德的學生只要一畢業幾乎都成為各領域的精英分子，只是這間百年歷史的學校，今年卻面臨了前所未有的危機......世界最大的幫派卓冠堂堂主卓英冠，阿拉斯特王國皇后度一夜，以及警界高級督察戰持，同時收到了一封告知羅蘭德即將在今年廢校的神秘信息，其中似乎跟某種不明勢力有關，身為羅蘭德學院校友的三人各自有著不同的想法，或用威逼、或用哄騙，紛紛將自己的獨生子送至羅蘭德。

## 播出時間

### 首播
| 頻道   | 所在地 | 播映日期      | 播出時間                  |
| ------ | ------ | ------------- | ------------------------- |
| 愛奇藝 | 中国   | 2015年7月28日 | 週一至週五20:00(連播兩集) |
|        | 臺灣   |               |                           |

### 重播
| 頻道 | 所在地 | 播映日期 | 播出時間 |
| ---- | ------ | -------- | -------- |

## 演員列表

### 主要演員
| 演員   | 角色     | 介紹 | 登場集數                                       |  |
| 陳奕   | 度天涯   | 羅蘭德學院的大一學生，代表靈獸為雪白之豹，慣用武器為洋劍，善於使用父親研創的阿拉斯特古劍法，改良其劍法後由單手持劍變為雙手持劍。英文名：奧古斯塔斯‧克里斯塔貝爾‧艾柏克隆比，阿拉斯特王國的王子，具有一半的東洋血統。國貿系，主修經濟管理，兼修企業管理，喜歡公主。                                                                                  | 全劇                                           |  |
| 沈建宏 | 戰野     | 羅蘭德學院的大一學生，代表靈獸為森綠之鷹，慣用武器為投擲撲克牌與改造魔方，警察世家出生。陽光活潑的調酒小弟，雷鬼頭為其特徵，具有強大的記憶力與瞬間計算能力，但有臉孔健忘症，若不是對對象具有強烈情感則無法記住對方的長相。資管系，主修計算機編程，兼修機器人設計，喜歡車神。                                                                        | 全劇                                           |  |
| 黃仁德 | 卓遠之   | 羅蘭德學院的大一學生，代表靈獸為紅火之虎，慣用武器為手套，擅長近身搏鬥。卓冠堂少堂主，外表凶悍可是經常會默默的照顧別人。理工系，主修軍事理化工程，兼修核子理化，喜歡幸之霧。(書中將其描述為梅菲斯特的化身，全身融於黑暗中，卻能於黑暗中散發溫暖而溫暖別人。)                                                                                        | 全劇                                           |  |
| 余晉   | 宇文寺人 | 羅蘭德學院的大一學生，代表靈獸為青雷之龍，慣用武器為盤龍棍 (能依戰法不同在棍與長鞭兩型態間變換)。是羅蘭德學院長的兒子，母親生下他後難產而死。教育系，主修終身教育，兼修不良少年管教，起初喜歡幸之霧，後轉而喜歡柯柯。(部分讀者依原著內容判斷，寺人在書中坦誠在乎的告白對象應是遠之。(當他搭救之霧時曾告訴她，他並不是為了她。)且對柯柯並沒有興趣。) | 3-4,7-14,17-22,24-28,34-48                     |  |
| 蔡黃汝 | 幸之霧   | 前男友遭黑道殺死後，接手經營與前男友一同成立的酒吧，後期作為英國的羅蘭德學院姊妹校加尼隆學院的交換學生潛入校園報復，喜歡卓遠之。 | 4-10,12,14-16,18,19,21-26,37-40,42-43,45,47-48 |  |
| 郭思辰 | 柯柯     | 羅蘭德學院的大一學生，新聞社的社長，喜歡宇文寺人。 | 3-5,7-12,17-21,31-32,37-39,41,43,45,47-48      |  |
| 盧芃宇 | 車神     | 九項冠軍，原夢中情人是卓冠堂的少堂主，初為創世紀專科學院的學生，之後為了追求愛情轉入羅蘭德學院，喜歡戰野。 | 21-23,26-28,30-32,39-40,42-45,47-48            |  |
| 羅震環 | 公主     | 姓公，名主。天涯的徒弟，女子劍擊社唯一的社員，對天涯的容貌免疫，喜歡度天涯。 | 14-17,19,21,23-27,30,33-40,42,43,47-48         |  |

### 其他演員
| 演員                   | 角色   | 介紹 | 登場集數                         |
| 張國柱                 | 東方烈 | 羅蘭德學院的創辦人，東方豪的雙胞胎哥哥，二十年前在一場地震後與雙胞胎弟弟東方豪一同發現魔紫鑽，吸收部分魔紫鑽後達到武學的極致，但變得貪婪而且霸道。為得到蘊藏魔紫鑽的礦脈，企圖廢除羅蘭德學院。魔紫鑽的效力於二十年後減弱，因企圖將魔紫鑽礦脈佔為自己一人所有，被君憐伊及金錶組暗算刺殺，與東方豪一同死去。                         |                                  |
| 張國柱                 | 東方豪 | 羅蘭德學院的創辦人，東方烈的雙胞胎弟弟，二十年前在一場地震後與雙胞胎哥哥東方烈一同發現魔紫鑽，吸收部分魔紫鑽後得到超越愛因斯坦的智慧，但失去雙腳行走能力。獨自發現蘊藏大量魔紫鑽的礦脈，畫出魔紫鑽藏寶圖後將其藏匿並詐死。魔紫鑽的效力於二十年後消失，但雙腳依舊無法行走，在給與卓遠之等人守護學院的勇氣後倒下，與東方烈一同死去。 |                                  |
| 黃懷晨                 | 君憐伊 | 一年級學生宿舍管理老師，整天拜託學生做志工。實為東方烈手下金錶組的成員，是東方烈安插在羅蘭德學院的眼線，為了得到魔紫鑽的力量而聯合金錶組成員刺殺東方烈，最後在吸收大量魔紫鑽的情況下，被與同樣吸收了魔紫鑽的卓遠之、度天涯、戰野、宇文寺人四人以同歸於盡的方式擊倒。                                                               |                                  |
| 劉尚謙 (少年期-黃仁德) | 卓英冠 | 卓遠之的父親，天下第一黑幫卓冠堂的堂主。 |                                  |
| 周丹薇                 | 度一夜 | 度天涯的母親，阿拉斯特王國的王后，行事不按牌理出牌。 |                                  |
| 張嘉年 (少年期-沈建宏) | 戰持   | 戰野的父親，高階刑事警察，熱血且武功高強。 |                                  |
| 管謹宗 (少年期-余晉)   | 宇文博 | 宇文寺人的父親，現任羅蘭德學院的院長，為守護學院和埋藏在地底的魔紫鑽不被東方烈發現，假裝投靠東方烈。 |                                  |
| 李京恬                 | 朵貓貓 | 卓遠之的貼身保鑣，被卓冠堂收養的孤兒，曾對卓遠之有好感。 | 1,10,24-28,30,34, 36-37,45,47-48 |
| 邱木翰                 | 梅忍禮 | 新聞社社員，整天跟在柯柯身邊，喜歡柯柯。 |                                  |
| 游艾迪                 | 火曦   | 性感火辣的馬術老師，也是學校一年級新生的訓導老師。 |                                  |
| 洪聆翔                 | 花景棠 | 花式企業公子，上上屆羅蘭德四天王之首，喜歡貓貓。 |                                  |

### 客串演出
| 演員          | 角色         | 介紹 | 登場集數 |
| 吳亞馨        | 度一夜(年輕) | 萬人迷的18歲學生妹，且還是戰持、宇文博等臭男生愛慕的校花，與卓英冠談一場純純的戀愛。                                                                   | 27,43    |
| 唐振剛        | 方飛刀       | 學生會副會長，原公關部部長，原本討厭宇文寺人一板一眼的行事作風，後接受宇文寺人的轉變，學生會長選舉時將票投給寺人。後期前往英國加尼隆學院作為交換學生。 | 17-20    |
| 詹子晴        | 高脉脉       | 戰野的高中同學，喜歡戰野。 | 31-33    |
| 鄭伊巽 EASON  | 四大金剛 C   | 兇惡的四大金剛，車神的徒弟。 | 21-22    |
| 詹益昇 Steven | 四大金剛 B   | 兇惡的四大金剛，車神的徒弟。 | 21-22    |

## 劇中專有名詞
| 名稱              | 說 明 | 備註 |
| 羅蘭德學院303宿舍 | 羅蘭德學院內卓遠之、度天涯、戰野三人日常生活的宿舍，二十年前為卓英冠、戰持、宇文博所居住。                                                                               |      |
| 魔紫鑽            | 具有超越人類常理力量的紫鑽石，被人體吸收後能強化部分身體能力，甚至延長壽命，但有相當的副作用，過度吸收則會有死亡的風險。曾有國家和機構願意以十億的價格換取一克的魔紫鑽。 |      |
| 阿拉斯特王國      | 度天涯的家鄉，其王儲年滿18歲且受到王室認可便能繼承王位，國內英文能力普遍不佳。                                                                                           |      |
| 金錶組            | 東方烈的手下，武功高強，大多戴著面具並配有金色懷錶。 |      |

## 電視劇歌曲
| 曲別   | 歌 名      | 演唱者         | 作詞   | 作曲  |
| 片頭曲 | 友情傳說   | 陳奕、沈建宏   | 張暢   | Ryn.B |
| 片尾曲 | 愛她       | 陳奕、沈建宏   | 焦可可 | Ryn.B |
| 插曲   | 最美的告白 | 盧芃宇、郭思辰 |        |       |

## 製作團隊
- 出品人：龔宇
- 導演：
  - 總導：張哲書
  - 後期導演：陳佑宗
- 原著：佳
- 編劇：謝志文 （页面存档备份，存于）、李睿杰
- 製作人：辛誌諭
- 製作公司：達騰娛樂股份有限公司
- 劇中動畫製作：韓國PIX動畫公司
- 劇照師：周星孝
- 贊助單位：

## 拍攝場景
- 高雄月世界
- 台中新社古堡
- 臺中市私立青年高級中學
- 亞洲大學
- 苗栗天空之城
- 埔里歐莉葉荷城堡
- 臺中市立東山高級中學
- 劍湖山世界
- 桃園綠風草原

## 外部連結
- 澀世紀傳說的新浪微博
- 澀世紀傳說的Facebook專頁
- 澀世紀傳說 愛奇藝頁面 （页面存档备份，存于）

| 臺灣地區 | 臺灣地區   | 臺灣地區 |
| -------- | ---------- | -------- |
|          | 澀世紀傳說 |          |
| -        | -          |          |